# منطقة بوروليا
بوروليا رمزها «PU» (بالإنجليزية: Purulia)‏ ، هو تقسيم إداري لدولة الهند تتبع ولاية البنغال الغربية (بالإنجليزية: West  Bengal)‏ ، مركزها هو مدينة بوروليا (بالإنجليزية: Purulia)‏ عدد سكانها حسب تعداد سنة 2001 هو 2,535,233 ، مساحتها 6,259 كم² وكثافة السكان 405 لكل كم² .

## المناخ
يظهر الجدول التالي التغييرات المناخية على مدار السنة لمنطقة بوروليا:
| البيانات المناخية لـمنطقة بوروليا | البيانات المناخية لـمنطقة بوروليا | البيانات المناخية لـمنطقة بوروليا | البيانات المناخية لـمنطقة بوروليا | البيانات المناخية لـمنطقة بوروليا | البيانات المناخية لـمنطقة بوروليا | البيانات المناخية لـمنطقة بوروليا | البيانات المناخية لـمنطقة بوروليا | البيانات المناخية لـمنطقة بوروليا | البيانات المناخية لـمنطقة بوروليا | البيانات المناخية لـمنطقة بوروليا | البيانات المناخية لـمنطقة بوروليا | البيانات المناخية لـمنطقة بوروليا | البيانات المناخية لـمنطقة بوروليا |
| الشهر                             | يناير                             | فبراير                            | مارس                              | أبريل                             | مايو                              | يونيو                             | يوليو                             | أغسطس                             | سبتمبر                            | أكتوبر                            | نوفمبر                            | ديسمبر                            | المعدل السنوي                     |
| --------------------------------- | --------------------------------- | --------------------------------- | --------------------------------- | --------------------------------- | --------------------------------- | --------------------------------- | --------------------------------- | --------------------------------- | --------------------------------- | --------------------------------- | --------------------------------- | --------------------------------- | --------------------------------- |
| الدرجة القصوى °م (°ف)             | 25.5 (77.9)                       | 28.8 (83.8)                       | 34.1 (93.4)                       | 38.9 (102.0)                      | 39.9 (103.8)                      | 36.3 (97.3)                       | 31.6 (88.9)                       | 31.3 (88.3)                       | 31.5 (88.7)                       | 30.9 (87.6)                       | 28.1 (82.6)                       | 25.9 (78.6)                       | 39.9 (103.8)                      |
| متوسط درجة الحرارة الكبرى °م (°ف) | 19.8 (67.6)                       | 20.9 (69.6)                       | 29.8 (85.6)                       | 34.6 (94.3)                       | 37.3 (99.1)                       | 35.2 (95.4)                       | 32.3 (90.1)                       | 30.1 (86.2)                       | 30.0 (86.0)                       | 29.5 (85.1)                       | 26.2 (79.2)                       | 20.4 (68.7)                       | 28.8 (83.9)                       |
| متوسط درجة الحرارة الصغرى °م (°ف) | 10.2 (50.4)                       | 13.1 (55.6)                       | 15.6 (60.1)                       | 20.9 (69.6)                       | 23.8 (74.8)                       | 23.2 (73.8)                       | 22.0 (71.6)                       | 21.0 (69.8)                       | 22.5 (72.5)                       | 21.4 (70.5)                       | 15.3 (59.5)                       | 12.0 (53.6)                       | 21.0 (69.8)                       |
| أدنى درجة حرارة °م (°ف)           | −1.2 (29.8)                       | 1.2 (34.2)                        | 5.4 (41.7)                        | 10.8 (51.4)                       | 16.1 (61.0)                       | 17.4 (63.3)                       | 15.4 (59.7)                       | 14.2 (57.6)                       | 13.5 (56.3)                       | 11.6 (52.9)                       | 5.3 (41.5)                        | −0.7 (30.7)                       | −1.2 (29.8)                       |
| معدل هطول الأمطار مم (إنش)        | 13.0 (0.51)                       | 24.8 (0.98)                       | 21.6 (0.85)                       | 46.4 (1.83)                       | 145.0 (5.71)                      | 223.2 (8.79)                      | 281.2 (11.07)                     | 300.5 (11.83)                     | 259.8 (10.23)                     | 82.7 (3.26)                       | 24.3 (0.96)                       | 14.0 (0.55)                       | 1٬436٫5 (56.56)                   |
| متوسط الأيام الممطرة              | 3.1                               | 4.1                               | 5.0                               | 7.4                               | 13.6                              | 20.9                              | 24.5                              | 23.7                              | 17.0                              | 10.8                              | 4.4                               | 2.2                               | 136.7                             |
| متوسط الرطوبة النسبية (%)         | 37                                | 37                                | 27                                | 21                                | 40                                | 50                                | 68                                | 74                                | 78                                | 63                                | 47                                | 43                                | 46                                |
| [بحاجة لمصدر]                     |                                   |                                   |                                   |                                   |                                   |                                   |                                   |                                   |                                   |                                   |                                   |                                   |                                   |